# Saint-Lucien (Seine-Maritime)
Saint-Lucien ist eine französische Gemeinde mit 233 Einwohnern (Stand 1. Januar 2022) im Département Seine-Maritime in der Region Normandie (vor 2016 Haute-Normandie). Sie gehört zum Arrondissement Dieppe und ist Teil des Kantons Gournay-en-Bray (bis 2015 Argueil). Die Einwohner werden Lucanois genannt.

## Geographie
Saint-Lucien liegt etwa 45 Kilometer ostnordöstlich von Rouen. Umgeben wird Saint-Lucien von den Nachbargemeinden La Chapelle-Saint-Ouen im Norden und Nordosten, La Hallotière im Nordosten, Nolléval im Osten und Südosten sowie Morville-le-Héron im Süden und Südwesten.

## Geschichte
Am 1. Januar 2017 wurde die Ortschaft Saint-Lucien aus Sigy-en-Bray ausgegliedert und wieder eigenständig. Bis 1973 war Saint-Lucien eine eigenständige Gemeinde gewesen.

## Bevölkerungsentwicklung
| Jahr                      | 1962 | 1968 | 1975 | 1982 | 1990 | 1999 | 2006 | 2013 |
| Einwohner                 | 182  | 169  | -    | -    | -    | -    | 164  | 239  |
| Quelle: Cassini und INSEE |      |      |      |      |      |      |      |      |

## Sehenswürdigkeiten
- Kirche Saint-Lucien aus dem 11. Jahrhundert